# Pangasius kunyit
Pangasius kunyit is een straalvinnige vissensoort uit de familie van reuzenmeervallen (Pangasiidae). De wetenschappelijke naam van de soort is voor het eerst geldig gepubliceerd in 1999 door Pouyaud, Teugels & Legendre.